# Parornix micrura
Parornix micrura är en fjärilsart som beskrevs av Walsingham 1914. Parornix micrura ingår i släktet Parornix och familjen styltmalar. Inga underarter finns listade i Catalogue of Life.